# Leptotarsus (Macromastix) hudsonianus
Leptotarsus (Macromastix) hudsonianus is een tweevleugelige uit de familie langpootmuggen (Tipulidae). De soort komt voor in het Australaziatisch gebied.